# Gypsyhook EP
Gypsyhook EP ist die erste und einzige EP von Sonny Moore unter dem Künstlernamen Sonny. Sie wurde erstmals am 7. April 2009 veröffentlicht, nachdem Moore die Trackliste bereits am 12. Dezember 2008 auf seiner Myspace-Seite preisgegeben hatte. Das Album hat eine Laufzeit von 35:38 Minuten und ist musikalisch hauptsächlich von Electronica und Synth Rock geprägt. Das Album ist das erste Sonny Moores nach der Trennung seiner Band From First to Last.

## Trackliste
1. Gypsyhook – 4:19
2. Mora – 3:37
3. Copaface2 – 4:12
4. Gypsyhook (vs. DMNDAYS) – 4:29
5. Mora (vs. The Toxic Avenger) – 5:19
6. Mora (vs. LAZRtag) – 5:11
7. Copaface2 (vs. Dan Sena) – 4:49
8. Kai sui (japanisch 海水 = Meerwasser[4]) – 3:42

iTunes-Bonus
1. Video zu Mora – 3:47[1]

## Rezeption
Das Album bekam gemischte Kritik, allerdings einige negative. Joe DeAndrea beispielsweise meinte zur EP:

„All in all, you shouldn’t judge something based on the cover, but Gypsyhook’s art is almost dead on to how the music is: it’s of Sonny Moore vomiting.“

„Alles in allem sollte man ein Album vom Cover unabhängig bewerten, aber dieses zeigt, wie die [enthaltene] Musik ist: Es geht um Sonny Moore, wie er erbricht.“

Er vergab 39 von 100 möglichen Punkten.